# Náměšť nad Oslavou
Náměšť nad Oslavou är en stad i Tjeckien.   Den ligger i regionen Vysočina, i den sydöstra delen av landet, 160 km sydost om huvudstaden Prag. Náměšť nad Oslavou ligger 360 meter över havet och antalet invånare är 5 192.
Terrängen runt Náměšť nad Oslavou är huvudsakligen platt. Náměšť nad Oslavou ligger nere i en dal. Runt Náměšť nad Oslavou är det ganska tätbefolkat, med 56 invånare per kvadratkilometer. Närmaste större samhälle är Velké Meziříčí, 19,6 km nordväst om Náměšť nad Oslavou. Trakten runt Náměšť nad Oslavou består till största delen av jordbruksmark.